# Oveja de North Ronaldsay

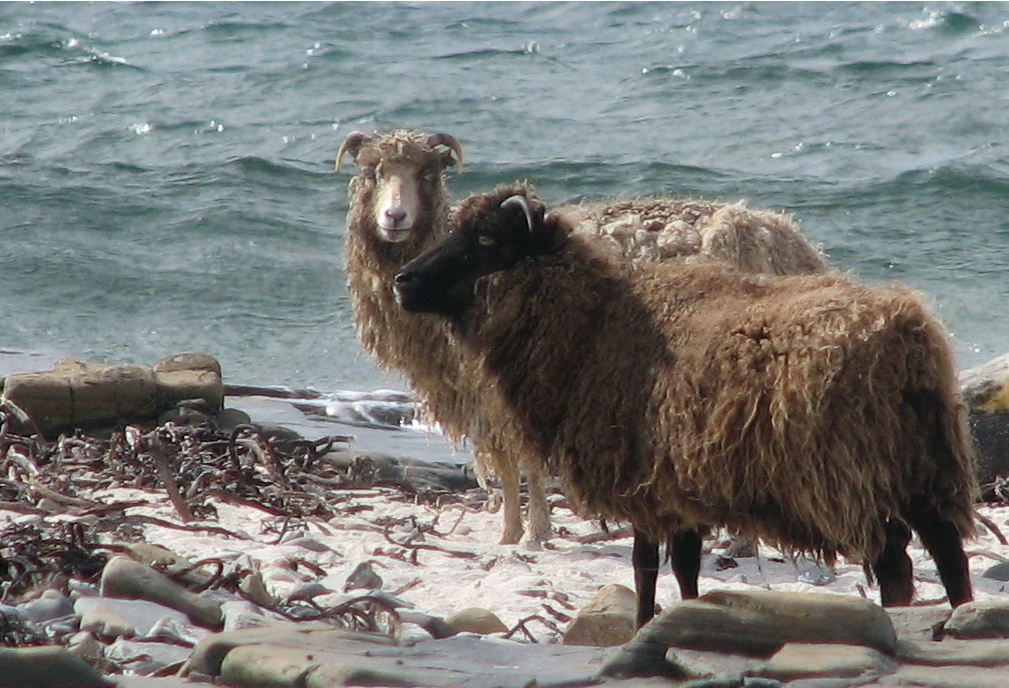
Ovejas de North Ronaldsay en la playa

La oveja de North Ronaldsay u Orkney es una raza de ovejas de North Ronaldsay, la isla más septentrional de Orkney, de la costa del norte de Escocia. Pertenece al grupo de oveja de razas de cola corta del norte de Europa, y ha evolucionado sin mucho cruzamiento con las razas modernas. Es una oveja más pequeña que la mayoría, con los carneros (machos) cornudos y ovejas (hembras) mayoritariamente sin cuerno. Anteriormente se usaba principalmente para lanas, pero ahora los dos rebaños más grandes son cimarrones, uno en North Ronaldsay y otro en la isla de Orkney de Linga Holm. La Fundación por la Supervivencia de Razas Raras lista la raza como «vulnerable», con menos de 600 crías hembras registradas en el Reino Unido.
Las ovejas salvajes de North Ronaldsay evolucionaron hasta subsistir casi enteramente a base de algas, siendo uno de los pocos mamíferos en hacer esto. La isla está rodeada por un dique de piedra seca de una altura de 1,8 metros (5,9 pies), haciendo que las ovejas adoptaran esta dieta inusual. La pared construida con carbonato de sodio (extraído de las algas) en la orilla resultaba poco económica. 
Esta dieta ha causado una variedad de adaptaciones en el sistema digestivo de la oveja. Esta oveja tiene que extraer el cobre del oligoelemento con mucha mayor eficacia que otras razas ya que su dieta tiene un suministro limitado de cobre. Estos resultados demuestran que es susceptible a la toxicidad del cobre si se alimenta de una dieta de hierba, ya el cobre es tóxico para las ovejas en cantidades altas. También se han modificado los hábitos para adaptarse al entorno de la oveja. Para reducir la posibilidad de quedar varado por una marea que llega, apacienta en bajamar y luego rumia en pleamar.
Se exhibe una gama de colores de lana, incluyendo grises, marrones y rojo. La carne de North Ronaldsay tiene un sabor distintivo, descrito como «intenso» y «con olor a animal de caza», debido, en parte, al contenido de yodo alto en su dieta de algas. La carne está protegida por el Gobierno de Reino Unido, entonces solo se puede comercializar la carne de la oveja de North Ronaldsay como cordero de Orkney.

## Historia

### Origen

Una oveja de North Ronaldsay con corderos de gemelo en la playa, con sellos en el fondo

La oveja desciende de las ovejas de cola corta del norte de Europa. Su llegada a North Ronaldsay no se conoce precisamente pero puede haber sido tan temprano como la Edad de Hierro, el cual les haría potencialmente el ovino más temprano en llegar a Gran Bretaña. Debido a su ubicación aislada, han evolucionado sin mucha mezcla de razas romanas y europeas importadas. Comparten algunas características, incluyendo su gama de color y colas cortas, con la oveja escandinava introducida cuando las islas estaban bajo el dominio nórdico, entre los siglos IX y XV.

### Recinto
En 1832, se levantó un dique seco en la isla. Su construcción formaba parte de la respuesta al derrumbamiento de la industria de quelpos, el cual era la producción de ceniza de refresco por la quema de algas. Para proporcionar un sustento similar al anteriormente empleado en los quelpos, se reorganizaron las tierras de labranza del interior y la oveja se alejó de los campos o granjas pequeñas. Desde entonces, los rebaños en la isla han sido silvestres. La pared también involuntariamente redujo las posibilidades de cruzamiento, el cual habría diluido el acervo genético de una raza ya vulnerable. La pared rodea toda la isla de 19 km (11,8 millas) y mide 1,8 m (5,9 pies) de alto, convirtiéndolo así en uno de los mayores muros de piedra seca del mundo. En 1999, Historic Scotland la describió como una «estructura única e importante» y lo designó un yacimiento de mayor categoría que requiere conservación. Este estado lo proporciona protección especial; cualquier desarrollo tiene que ser aprobado con conservación en mente.
Desde que se construyó el muro, la población humana de North Ronaldsay ha caído de 500 a alrededor de 50, y los residentes actuales carecen de las habilidades para mantener la pared. Las tormentas sucesivas, que averiaron a la mayoría de estas en diciembre de 2012, han generado grandes huecos en la estructura y el coste de reparaciones ha sido estimado en 3 millones de libras, en parte debido a la carencia de material natural y trabajo especializado (en 1902, el coste es de solo 4 peniques por hora para reparar la pared, utilizando la piedra tomada de la línea de la costa). La piedra ahora se importa para reparaciones pequeñas, pero está estimado a septiembre de 2015 por Historic Scotland en 4,9 km (3 millas) de los 19,2 km (10 millas) de la pared necesita reparación y que el índice de daño supera el paso de reparación.

### Depósitos

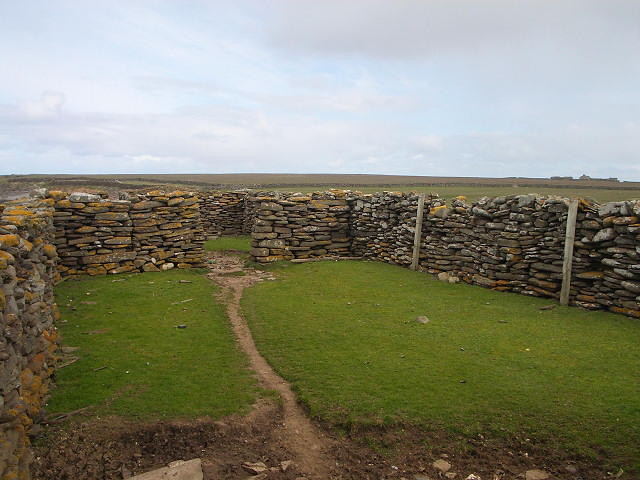
Un ejemplo de un depósito

Los depósitos, también listados en Historic Scotland, son nueve recintos pequeños situados a través de la isla para proteger a la oveja del cizallamiento, cálculo, nacimiento de los corderos y matanza. La oveja se lleva en manada dentro de estos depósitos dos veces al año, el único momento en el que tienen el acceso a la alimentación de la hierba. Incluso en este tiempo, muchos de ellos prefieren consumir algas. Entre febrero y agosto, la oveja se lleva al depósito, una vez para nacimiento de los corderos y otra para el cizallamiento. Los corderos nacen en la hierba entre febrero y mayo. En este tiempo, la oveja está contada, a los corderos se les da etiquetas de oreja, y los registros se introducen con el tribunal de oveja de la isla para registrar la propiedad. El cizallamiento tiene lugar en julio y agosto, y la comunidad de toda la isla implicada en el cálculo y el cizallamiento de la oveja. La matanza tiene lugar solo en invierno cuando se necesita la carne y cuándo los animales son más gordos y ceden más carne, desde entonces el alga es más abundante en invierno.

### Tribunal de la oveja
En 1839, justo después de levantarse la pared, se creó el tribunal de la oveja de North Ronaldsay. Un grupo de once isleños nombrados eran los responsables del mantenimiento de la pared, la salud del rebaño de oveja y de registrar la propiedad de la oveja. Hoy, el tribunal de la oveja sigue siendo el organismo regulador responsable de organizar la propiedad de la oveja, pero la legislación de la Unión Europea ha sugerido que tenga que ser reorganizado a un comité de pastoreo.

### Conservación
La Asociación de Ovejas de North Ronaldsay es la organización principal destinada a la supervivencia de la raza. Mantienen el libro de rebaño, establecido en 1974, el cual es el registro de raza que contiene todos los animales de raza. Este libro informa que hay menos de 600 hembras en cría y aproximadamente 3700 ovejas en total. La Fundación para la Supervivencia de Razas Raras (RBST, por sus siglas en inglés) lista a la oveja de North Ronaldsay como «vulnerable».
Hay solo dos poblaciones principales de la raza. Una es en la isla de North Ronaldsay; la otra se estableció en 1974 cuando el RBST tomó 178 ovejas de la isla para establecer poblaciones nuevas. Se envió un grupo de las ovejas a Gran Bretaña y 150 se reubicaron a la isla deshabitada de Linga Holm, el cual fue adquirido por el RBST. El traslado tenía el objetivo de proteger la oveja de posibles desastres naturales, como un derrame de petróleo; en ese momento, crecía la extracción de aceite de Mar del Norte.
El análisis de ADN moderno ha demostrado poco cruzamiento con otras razas de oveja de la isla principal de Gran Bretaña. Las pruebas se llevaron a cabo en el marco del plan nacional de scrapie para el alelo ARQ, el cual protege contra la enfermedad de scrapie y está presente en las ovejas modernas selectivamente criadas, y hallado en solo 1.3 por ciento de las ovejas de North Ronaldsay.
Los estudios de ADN anteriores compararon los huesos de la oveja de North Ronaldsay con los restos de ovejas de cola corta del norte de Europa halladas en el yacimiento de Skara Brae que datan de alrededor del año 3000 a. C. han demostrado una coincidencia muy cercana que sugiere que la oveja de North Ronaldsay no se ha mezclado genéticamente con otras razas.

## Características

### Aspecto físico
La oveja de North Ronaldsay es muy pequeña, una adaptación al entorno duro y frío. Los carneros típicamente pesan alrededor de 30 kg (66,1 libras) y las hembras raramente superan los 25 kg (55,1 libras), y ambos miden alrededor de 41 cm (16,1 pulgadas) de alto en las cruces (hombros). La oveja es de crecimiento lento y una res muerta de tamaño natural puede pesar solo 13,6 kg (30 libras).
La oveja de North Ronaldsay es descendiente de la raza de oveja primitiva europea de cola corta. Como sugeriría el nombre del padre descendiente, tiene naturalmente colas cortas. Sus huesos son más buenos que otras razas y su cabeza está embutida (inclinada hacia adentro). Los carneros son todos cornudos; estos cuernos son típicamente estriados y en espiral. Solo el 20 por ciento de las hembras es cornudo; el resto son encuestadas (sin cuernos).

### Dieta
La oveja de North Ronaldsay tiene una dieta altamente inusual que consiste casi exclusivamente de algas. Esto ha evolucionado debido a su ubicación única, limitada a la línea de la costa por una pared de piedra seca de 1,8 m (10 pies) de alto, dejando las algas su única alimentación. Aparte de la iguana marina, oriunda de las islas Galápagos, es el único animal terrestre al que se conoce tener esa dieta. Los estudios han demostrado que, debido a su preferencia y disponibilidad, la oveja come principalmente quelpos marrones. Este descubrimiento se debía a las sugerencias de que el quelpo puede ser de uso como una fuente alimentaria alternativa para otro ganado.
Los hábitos de pastoreo de las ovejas también han adaptado a su dieta inusual: en vez de pacer durante el día y rumiar (digerir) por la noche como generalmente hacen las otras ovejas, la oveja de North Ronaldsay lo hace a medida que la marea descubre la orilla (dos veces en 24 horas), rumiando en marea alta. La alimentación empieza alrededor de 3.5 horas después de que se exponga en el pleamar como en las áreas de quelpos y algas. Cuatro horas más tarde, que es justo después de la bajamar, termina de alimentarse y comienza a rumiar. Este ciclo reduce la posibilidad de que la oveja quede varada en el mar por la subida de la marea.
Inusualmente para ovejas, la oveja de North Ronaldsay engorda en invierno cuándo las tormentas echan cantidades más grandes de quelpos y algas a la orilla y la comida es abundante.
La fuente de la oveja del agua fresca se limita a los pocos lagos de agua dulce y depósitos a lo largo de la orilla del mar. Esto les ha dirigido para hacerse muy tolerante a la sal, cuando su dieta es rica en sal y el acceso a agua fresca está limitado. En comparación con otras razas de ovejas, puede manipular mucho mejor los elementos presentes en la sal de mar. Estas conclusiones empíricas se sacaron en un estudio de 1997, pero el mecanismo biológico subyacente todavía tiene que comprenderse.

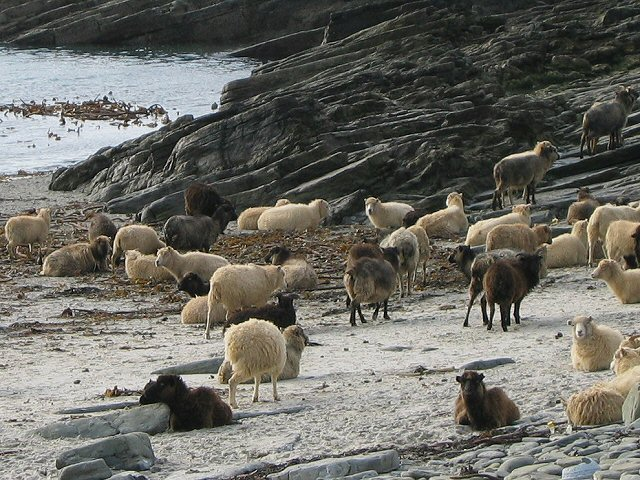
Un rebaño de ovejas de North Ronaldsay en la playa

#### Análisis científico
La oveja ha evolucionado en una fisiología algo diferente de otras especies debido a su dieta poco común: su sistema digestivo se ha adaptado para extraer los azúcares en algas con mayor eficacia. Un estudio de 2005 de la Universidad de Liverpool demostró que tiene una susceptibilidad mayor a la toxicidad del cobre, en comparación con una raza más tradicional como la Cambridge. Esto se debe a que el alga tiene una sustancia química que inhibe la absorción de cobre, así que la oveja tiene que absorber el cobre con mayor eficiencia para obtener la cantidad requerida. Los niveles de cobre encontrados en la alimentación típica de la oveja, incluyendo hierba, son tóxicos para esta raza. Estudios de las Universidades de Liverpool y Minnesota sugieren que puede extraer cuatro veces más cobre de su dieta que las razas más tradicionales.
La espectrometría de masas con acelerador ha mostrado una proporción más alta de carbono-12 que de carbono-13 (δ13C) en esta raza que en cualquier raza de oveja que se alimenta de hierbas, 13 partes por millar. En un estudio de 2005, se han tomado muestras de esmalte de la oveja y analizado para esta proporción para determinar su dieta. Este estudio demostró que algunas ovejas se alimentaban exclusivamente de algas, mientras que otras tenían una dieta media que consistía en hierba en los meses de verano.

## Uso

### Carne
La carne de cordero de las ovejas ha sido especialmente designada por la Unión Europea, lo que significa que solo los corderos puramente criados pueden comercializarse como «corderos de Orkney». La carne tiene un sabor único y rico, que se ha descrito como «intenso y casi con olor a animal de caza» y tiene un color más oscuro que la mayoría de los corderos, debido en parte a la dieta rica en yodo de los animales.

### Lana

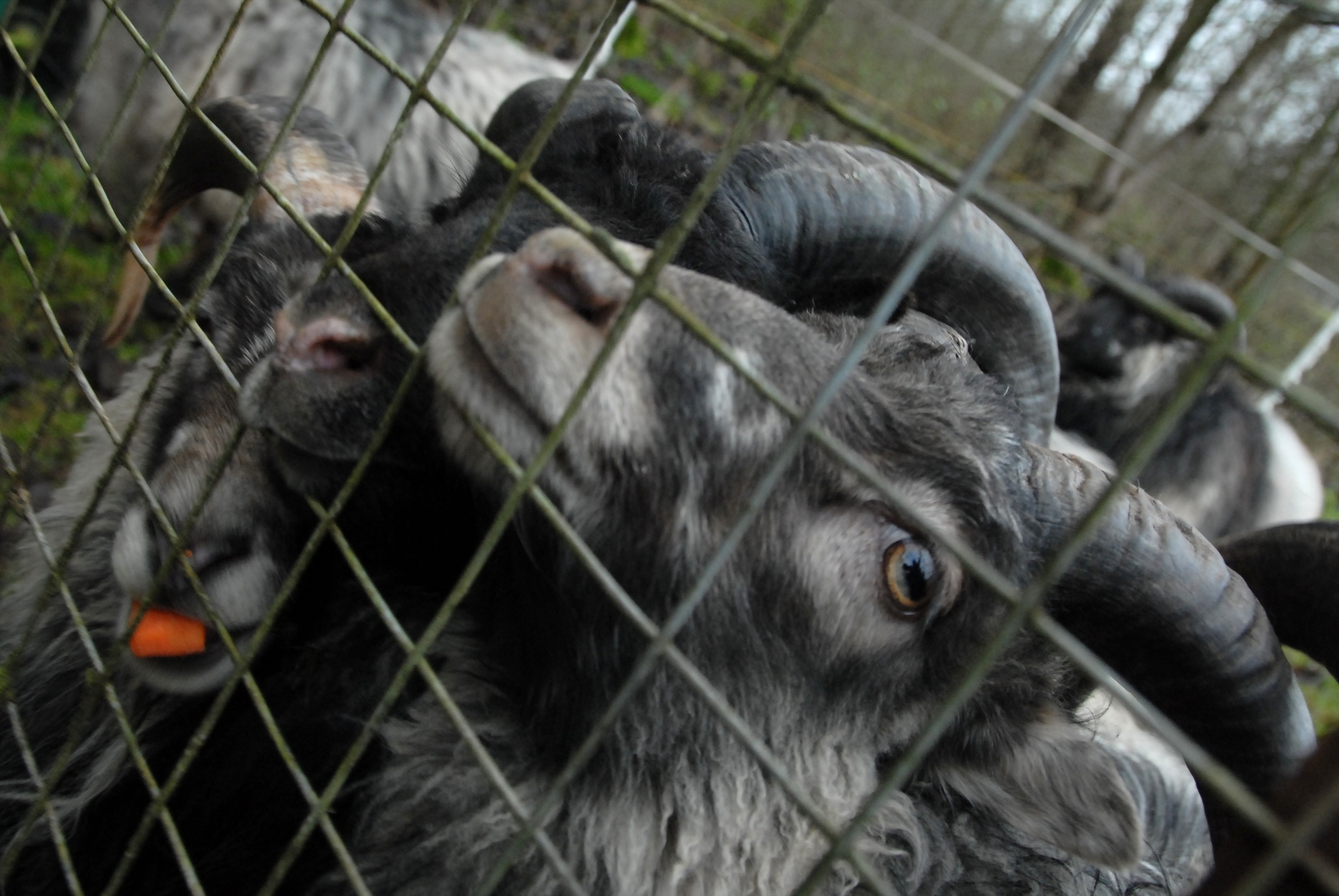
Un ejemplo de la cara de la oveja de North Ronaldsay

A pesar de su medida leve, la oveja de North Ronaldsay se destinaba históricamente a la lana. Posee una variedad de colores y es muy similar a la raza Shetland, debido a su antepasado común. Los colores típicos más comunes son los blancos y grises, pero también se exhibían marrones, beiges, rojos (también llamados tanay) y negros, con cabello más tosco. Una lana completa pesa aproximadamente 1 kg (2,2 libra).
La oveja de North Ronaldsay es una raza de doble pelaje, lo que significa que tiene una lana sobrepelada y cubierta. El sobrepelaje tiende a ser más bueno y blando, propio a la ropa que tocaría la piel, mientras que la lana cubierta es más tosca y con cabello largo que protege la oveja del clima frío y húmedo de su entorno natural. Esta fibra es más duradera y tiende a utilizarse en prendas de abrigo.